# 온타리오 경찰청

온타리오 경찰청(영어: Ontario Provincial Police, 약자는 OPP, 프랑스어: Police provinciale de l'Ontario)은 캐나다 온타리오주의 경찰 업무를 관장하는 경찰기관이다.

## 개요
OPP가 배치한 경찰대는 온타리오 주의 두번 째로 가장 크고, 토론토 경찰청 다음으로 크고, 전국에서 세번 째로 크다. 그러므로 온타리오 주에서 독립된 지방 경찰청이 없고 치안 업무가 부족한 곳에서 업무를 한다. OPP는 전문적으로 소규모로 경찰대를 제공하고, 온타리오 주 안에서 일어나는 범죄와 온타리오 주와 다른 주와 교차하는 범죄를 수사하고, 400 시리즈 고속도로를 포함한 온타리오 주의 여러 고속도로를 정찰하고, 온타리오 주에 있는 대부분의 수로도 정찰한다.
또한 OPP는 온타리오 교통 관리국와 온타리오 천연자원 관리국 다른 주 정부기관과 함께 각각 고속도로 안전과 환경보호 규제를 집행한다. 마지막으로 OPP의 경찰관들은 토론토 퀸즈 파크(Queen's Park)에 있는 온타리오 주 입법 의회의 보안을 맡는다.
OPP는 캐나다의 세 개의 주립 경찰청 가운데 하나이다. 다른 두 개의 주립 경찰청은 뉴펀들랜드 래브라도주의 왕립 뉴펀드랜드 경찰청(Royal Newfoundland Constabulary in Newfoundland and Labrador)과 퀘벡주의 퀘벡 경찰청(Sûreté du Québec)이다.